# Diego Olstein
Diego Olstein (también conocido como Diego Holstein, nacido el 24 de marzo de 1970) es profesor de historia y jefe de departamento en la Universidad de Pittsburgh. Fue Director Asociado e Interino de Centro de Historia Mundial (2011-2017) y miembro de las Juntas Ejecutivas de la Red Europea de Historia Universal y Global (2005-2011) y la Asociación de Historia Mundial (2016-2018).

## Biografía
Diego Olstein, nieto de inmigrantes judíos de Polonia y Rusia, nació y creció en Bahía Blanca, Argentina. Al graduarse de las escuelas secundarias Colegio Nacional y Seminario Dr. Hertzl, emigró a Israel. Obtuvo una licenciatura en historia y psicología en la Universidad Hebrea de Jerusalén, donde continuó sus estudios de posgrado. Escribió su tesis de maestría (1995-1996) y su tesis doctoral (1998-2003) sobre historia medieval española bajo la supervisión de Benjamin Ze'ev Kedar. Durante estos años de formación trabajó en estrecha colaboración con Moshe Zimmerman y Nathan Sussman en la Universidad Hebrea, y Reyna Pastor, Ana Rodríguez López y Eduardo Manzano mientras residía en la Universidad Complutense y el Centro de Investigaciones Científicas (CSIC) en Madrid, y con Thomas Glick en la Universidad de Boston.
En 2004, Olstein regresó a Israel y se unió a la facultad de la Universidad Hebrea como miembro del Departamento de Historia hasta 2011. En 2009-2010 fue profesor invitado en la Universidad de Wisconsin, Madison, y en 2011 fue nombrado Profesor Asociado en el Departamento de Historia de la Universidad de Pittsburgh, donde también se convirtió en Director Asociado del Centro de Historia Mundial. En 2017 fue nombrado Profesor Titular.
Olstein está casado con Irit Lerner-Olstein. Son los padres de Racheli, Ariel y Maya.

## Investigación

### Historia medieval española
El trabajo de Olstein sobre la historia medieval española se centra en los procesos de conquista y asentamiento, difusión cultural, aculturación y asimilación que se desarrollaron durante los siglos XII y XIII en la ciudad de Toledo y su zona rural a raíz de la conquista castellana (1085). Se centró en los patrones de interacción entre los dos grupos más grandes tanto en la ciudad como en el interior: los colonos cristianos del norte y los mozárabes locales, es decir, los cristianos arabizados. En su libro La Era Mozárabe, Olstein afirma que después de un siglo de segregación autoimpuesta, en la década de 1180 comenzó a evolucionar un proceso de mezcla entre estas dos sociedades, reflejado en la homogeneización demográfica gradual del paisaje, el crecimiento de las relaciones económicas y  vecinas entre comunidades, y la creciente tasa de matrimonios intercomunitarios. Como resultado de eso, los cristianos arabizados adoptaron progresivamente la lengua romance (español medieval) a expensas de su lengua árabe, redefinieron su identidad y se asimilaron en la nueva sociedad de colonos durante el siglo 14 Sin embargo, en medio de su propia asimilación, la comunidad mozárabe pudo aculturar a los cristianos del norte proporcionándoles parte de sus legados económicos, legales y notariales árabes y musulmanes

### Análisis Historiográfico
Junto con su investigación sobre la historia medieval española y particularmente sobre la minoría mozárabe, Olstein prestó atención a la historia de la escritura histórica sobre estos temas contextualizándolos en las cambiantes condiciones socioeconómicas, intelectuales, ideológicas y políticas a lo largo de los siglos XIX y XX en España. Posteriormente, sus intereses historiográficos gravitaron hacia las variedades de enfoques macrohistóricos, como el sistema-mundo, la sociología histórica y la historia mundial, que estudian el pasado en escalas más grandes de espacio y tiempo. En Thinking History Globally, Olstein describe los métodos de investigación, las agendas y las redes profesionales de doce ramas históricas distintivas que enmarcan su análisis del pasado más allá de las fronteras cerradas: comparativa, relacional, internacional, transnacional, oceánica, global, mundial y grandes historias, historia de la globalización, sociología histórica, enfoque del sistema-mundo y análisis de civilización. Más allá de sus singularidades, el libro organiza estas doce ramas bajo las cuatro grandes C para pensar la historia globalmente: comparaciones, conexiones, conceptualizaciones y contextualizaciones.

### Historia global y mundial
La conceptualización de los enfoques macrohistóricos fue seguida por publicaciones en la historia. I n "'Proto-globalización' y 'Proto-glocalizaciones' en el Medio Milenio" (Cambridge World History. Volumen 5: Expandiendo Webs de Intercambio y Conquista, 500-1500 EC), Olstein mapeó las conexiones a lo largo de los hemisferios oriental y occidental, incluyendo que el Milenio Medio (un concepto más ecuménico que la Edad Media europea para referirse al período 500-1500 EC) estaba hecho de una multiplicidad de pequeños mundos locales, en los que, sin embargo, regionales e incluso hemisféricos Fuerzas como la conquista, el comercio y la conversión religiosa habían tenido impactos definitorios en las sociedades locales. En otras publicaciones sobre historia mundial, Olstein fue más allá de su experiencia en estudios medievales esbozando argumentos más amplios, por ejemplo, periodizando la historia mundial de acuerdo con tres divergencias regionales principales: la "mayor divergencia" que comienza al final de la última Edad de Hielo (aproximadamente 15,000 antes del presente) y aísla el Viejo y el Nuevo Mundo entre sí hasta ca. 1500; la "Gran divergencia" bifurcando los caminos de Europa y Afro-Asia desde ca. 1500; y la "divergencia americana" que dividió las fortunas de las sociedades del Nuevo Mundo de ca. 1500 en adelante. Del mismo modo, periodizó la historia de la globalización en seis fases distintivas: tres olas de "hemisferización" en Afro-Eurasia durante la era de los imperios clásico, musulmán y mongol y tres olas de globalización durante las edades del colonialismo, la industrialización y el neoliberalismo.
El último libro de Olstein, A Brief History of Now, presenta una historia global de los últimos dos siglos analizando la interacción entre la innovación tecnológica, la globalización económica, el orden mundial hegemónico, los regímenes políticos y la desigualdad socioeconómica.

## Publicaciones seleccionadas

### Libros
1. Olstein, D. Una breve historia del ahora. Palgrave Macmillan, 2021. [Español]
2. Olstein, D. Pensar la Historia Globalmente. Fundación de Cultura Económica, 2019. [Español]
3. Olstein, D. Pensar la historia globalmente. Palgrave Macmillan, 2014. [Español]
4. Olstein, D. La era mozárabe: los mozárabes de Toledo (siglos XII y XIII) en la historiografía, las fuentes y la historia. Ediciones Universidad de Salamanca, 2006. [Español]

### Historia medieval española
1. Olstein, D. (1997) “Los Fragmentos Hartzianos y el Medioevo Hispano”. Reflejos 6, págs. 71-79. [Español]
2. Olstein, D. (2000) "Una minoría bajo dos mayorías opuestas: los morazabs de la España medieval". En Volkov, Shulamit (Ed.), Ser diferente: minorías, extranjeros y forasteros en la historia, págs. 79-92. Centro Zalman Shazar para la Historia Judía, Jerusalén. [Hebreo]
3. Olstein, D. (2003) “El Péndulo Mozárabe”. Anales Toledanos 39, pp. 37-77. [Español]
4. Olstein, D. (2006) "Los orígenes árabes de los documentos privados romances". Islam and Christian-Muslim Relations, 17:4, pp. 433-443. [Español]
5. Olstein, D. La era mozárabe: los mozárabes de Toledo (siglos XII y XIII) en la historiografía, las fuentes y la historia. Ediciones Universidad de Salamanca, 2006. [Español]
6. Olstein, D. (2009) “El procés d'asimilació dels mossàrabs de Toledo deprés de la conquesta castellana.” Afers, 61, págs. 611-622. [Catalán]
7. Olstein, D. (2010) “Judíos y mozárabes en Toledo castellana (1085-1315): vidas paralelas, vidas conjuntas, destinos divergentes”. En Assis, Yom Tov et al. (Editor ), Encuentros culturales entre judíos, paganos, cristianos y musulmanes. De la Antigüedad a la Edad Media, Ediciones Lilmod Centro Internacional de Enseñanza Universitaria de la Civilización Judía, Buenos Aires, pp. 187-202. [Español]
8. Olstein, D. (2011) “Los mozárabes de Toledo (siglos XII y XIII) en historiografía, fuentes e historia”. En Herbers, Klaus y Maser, Mattias (Eds. ), Reihe Geschichte und Kultur der iberischen Welt. Berlín: Lit Verlang, págs. 151-186. [Español]

### Análisis Historiográfico
1. Olstein, D. (1999) “Historiografía Mozárabe en su Contexto: Restauración, Dictadura y Democracia”. Reflejos 8, págs. 91-104. [Español]
2. Olstein, D. (2004) “Historia mundial: un modelo integrador”. Boletín de Historia Mundial, vol. XX, Número 2, págs. 4-6. [Español]
3. Olstein, D. (2004) "Globalización y escritura histórica desde la "aldea global"". Comparativo 14, nº 2, pp. 102-116. [Español]
4. Olstein, D. (2006) “Le molteplici origini della globalizzazione. Un dibattito storiografico.” Contemporánea 3, pp. 403-422. [Italiano]
5. Olstein, D. (2006) "Historia comparada e historia mundial: contrastes y contactos". En Shagrir, Iris, Ellenblum, Ronnie y Riley-Smith, Jonathan (Eds. ), en Laudem Hierosolymitani: Estudios sobre cruzadas y cultura medieval en honor de Benjamin Z. Kedar, págs. 297-306, Ashgate. [Español]
6. Olstein, D. (2007) "Historia Monográfica y Macro: Confrontando Paradigmas". En Manning, Patrick (Ed.), Global Practice in World History, págs. 23-37, Markus Wiener Publishers: Princeton, New Jersey. [Español]
7. Olstein, D. (2009) "Historia comparada: el eje de la historiografía". En Kedar, Benjamin (Ed.), New Ventures in Comparative History, págs. 37-52. Magnes Press, Jerusalén. [Español]
8. Olstein, D. (2009) “La nueva historia mundial en sus variedades”. En Barros, Carlos (Ed.), Historia a Debate. vol. tercero Historia a Debate Editorial: Santiago de Compostela, pp. 131-144. [Español]
9. Olstein, D. (2012) “711 en las fuentes y la historiografía: un ejercicio de combinatoria”. En Neyra, Andrea y Rodríguez, Gerardo (Eds. ), ¿Qué implica ser medievalista? vol. tercero Universidad Nacional de Mar del Plata, pp. 35 -51. [Español]
10. Olstein, D. Pensar la historia globalmente. Palgrave Macmillan, 2014. [Español]
11. Olstein, D. (2018) "Ocho historiadores del mundo". En Weller, Charles (Ed.), Narrativas de la historia mundial del siglo XXI: historiadores mundiales en diálogo global. Palgrave Macmillan, págs. 339-346. [Español]
12. Olstein, D. Pensar la Historia Globalmente. Fundación de Cultura Económica, 2019. [Español]

### Historia mundial y mundial
1. Olstein, D. y Hübner, S. (eds. ) Predicación de la Misión Civilizadora y Encuentros Culturales Modernos. Edición especial del Journal of World History. Volumen 27:3, 2016. [Español]
2. Olstein, D. (2015) “Protoglobalización y protoglocalizaciones en el milenio medio”. En Kedar, Benjamin y Wiesner-Hanks, Merry (Eds. ), Historia mundial de Cambridge. Volumen 5: Expansión de redes de intercambio y conquista, 500-1500 CE. Prensa de la Universidad de Cambridge, págs. 665-684. [Español]
3. Olstein, D. (2017) “América Latina en la historia global: un panorama historiográfico”. Estudios Históricos, 30:60, pp. 253-272. [Español]
4. Olstein, D. (2019) “Brevísima Historia de la Globalización Más Larga.” En: Araújo, Erick Assis de; Santos Jr., João Júlio Gomes dos (eds. ). História Urbana e Global: nuevas tendencias y abordagens. Fortaleza: Editora da UECE, 2019, 32 pp. 110-134. [Español]
5. Olstein, D. (2019) "Difusión del conocimiento: lo global y lo local". Conferencia Internacional Transferencia Global de Conocimiento y el Cambio de la Sociedad Local: Conocimiento Occidental y Asia Oriental. Universidad Nacional Kyungpook, Corea, 2019. [Español]